# Origem de dukkha
A origem de dukkha se refere à Segunda Nobre Verdade. Quando se iluminou, o Buda percebeu o que era dukkha, e como ela surgia, o que levava a ela. Percebeu que dukkha também é impermanente, sendo composta, tendo causas e condições. Procurou então as causas e condições.
Ele percebeu, então, que as causas estavam nas emoções perturbadoras, de orgulho, inveja/ciúme, apego/desejo, aquisitividade/carência, torpor, e raiva/medo. E que essas emoções basicamente surgem da noção de um eu, de uma identidade, que no afã de ser sustentada e mantida, se protege, ataca, sente desejo. E essa identidade surge da ignorância da verdadeira natureza de todas as coisas, sendo a causa primordial da existência de dukkha.